# Алињи Кон
Алињи Кон (фр. Alligny-Cosne) насеље је и општина у источном делу централне Француске у региону Бургундија-Франш-Конте, у департману Нијевр која припада префектури Кон Кур сир Лоар.
По подацима из 2011. године у општини је живело 857 становника, а густина насељености је износила 24,91 становника/km². Општина се простире на површини од 34,41 km². Налази се на средњој надморској висини од 275 метара (максималној 331 m, а минималној 192 m).

## Демографија
| 1962. | 1968. | 1975. | 1982. | 1990. | 1999. | 2011. |
| ----- | ----- | ----- | ----- | ----- | ----- | ----- |
| 641   | 723   | 685   | 711   | 809   | 824   | 857   |

График промене броја становника у току последњих година